# Костел Внебовзяття Пресвятої Діви Марії (Трускавець)
Костел Внебовзяття Пресвятої Діви Марії — римо-католицький костел у місті Трускавці Львівської області. Давній духовний осередок, історико-архітектурна пам'ятка міста Трускавця. Парафія належить до Стрийського деканату Львівської архідієцезії Римсько-католицької церкви в Україні.

## З історії костелу

Костел Вознесіння Пресвятої Діви Марії (1932)

Спочатку трускавецькі римо-католики належали до парафії у Дрогобичу. У 1827 році спільна . Для шляхти, засновників курорту, костел був духовним центром, місцем для відпочинку та спілкування з Богом. Та у 1858—1860 роках за проектом архітектора Адольфа Куна та під наглядом будівничого Адама Берського у Трускавці було збудовано, на кошти відпочивальників-поляків, сезонну каплицю святої Кунеґунди (опікунки копалень та соляних жуп у Польщі). 
Невеличку каплицю, на 30-40 осіб, освятив єпископ Перемишський Адам Ясінський. Біля каплиці, у 1909 році, було створено подвір'я, огороджене дерев'яним парканом, споруджено кам'яні сходи, зроблено декілька терас, які сполучали храм з парком.

Костел (1930)

До каплиці у 1912-1913 роках добудували більшу та вищу неоґотичну частину. Розширену святиню, 11 липня 1914 року, консекрував єпископ Йосиф Себастьян Пельчар. Було утворено парафіяльну експозитуру 1 травня 1925 року, хоча таке рішення прийняли ще 27 травня 1909 року, та через брак коштів не змогли його реалізувати. Перед костелом була встановлена кам'яна статуя Матері Божої, виконана скульптором Ципріяном Ґодебським. Під час Першої світової війни, костел був знищений усередині, горіла стеля та дах.
Костел знову добудовували та впорядковували у 1933-1934 роках, а у 1935-1936 роках було споруджено парафіяльний будинок за проектом Тадеуша Яроша. 5 лютого 1938 року парафіяльну експозитуру піднесли до рангу самостійної парафії.
В період окупації України СРСР, спершу костел було перетворено на склад міндобрив. Усі духовні й мистецькі цінності було розграбовано. У 1970-х роках, після пожежі, приміщення перебудували, тут було влаштовано планетарій.
Після розпаду СРСР, костел було освячено, тут почали проводитися богослужіння. Перше богослужіння відбулося 1991 року на сходах музею, що діяв у приміщенні на той момент. 1994 року споруду повернули римо-католикам. Костел розпочали відновлювати у 1996 році, за проектом архітектора Юлії Грищенко. Кардинал Мар'ян Яворський у 2002 році освятив відновлений костел Вознесіння Пресвятої Діви Марії.
Парафію костелу Успіння Пресвятої Діви Марії у Трускавці обслуговують отці ордену Редемптористів, згромадження Пресвятого Відкупителя, настоятель отець Кшиштоф Щиґло.

## Орган
Особливістю храму вважається орган, який не лише супроводжує регулярні богослужіння, а став невід'ємною частинною культурно-мистецького життя Трускавця. Орган придбали у 1915 році, його виготовили у польському місті Познані.
Три рази на тиждень: вівторок, п'ятниця, неділя — у костелі відбуваються вечори органної музики.

## Архітектура
Костел зведений у стилі історизму з елементами неоґотики. Це мурована з цегли будівля, тинькована, на кам'яному фундаменті, в плані хрестоподібна, однонавна, з п'ятигранною апсидою. 
Пресвітерій орієнтований на захід. З двох боків до трансепту прилягають квадратні в плані захристя та скарбець, а перед навою зі сходу — квадратний у плані передсінок — крухта. 
Костел перекритий хрестовими склепіннями з масивними профільованими ребрами. Головний фасад завершений трикутним щипцем. Бічні стіни костелу прорізані півциркульними вікнами з профільованими обрамуваннями і завершені профільованим карнизом. На гребені двосхилого даху над навою стоїть сиґнатурка, завершена восьмигранним куполом.
У міжвоєнний період у костелі поставлено вівтарі: у 1921 році їх було шість, а у 1927 році — сім.

## Світлини

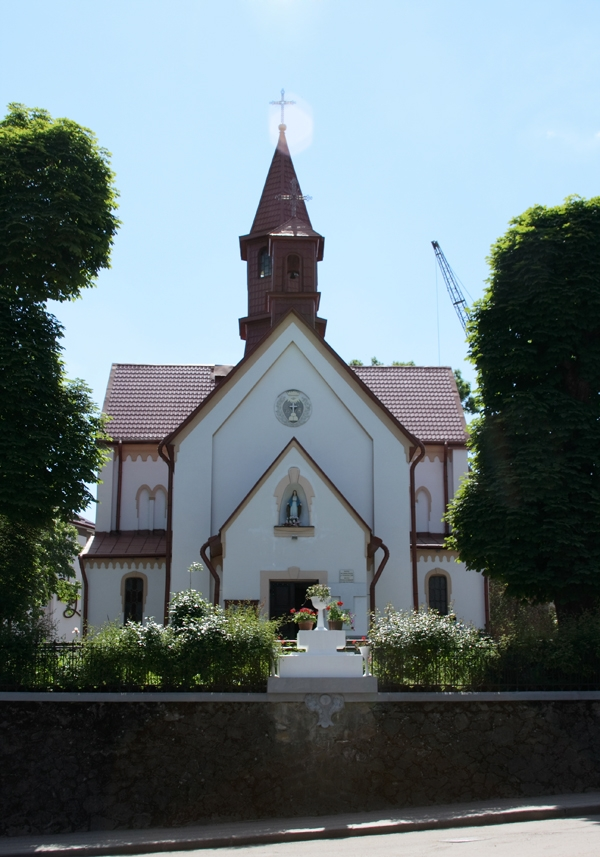
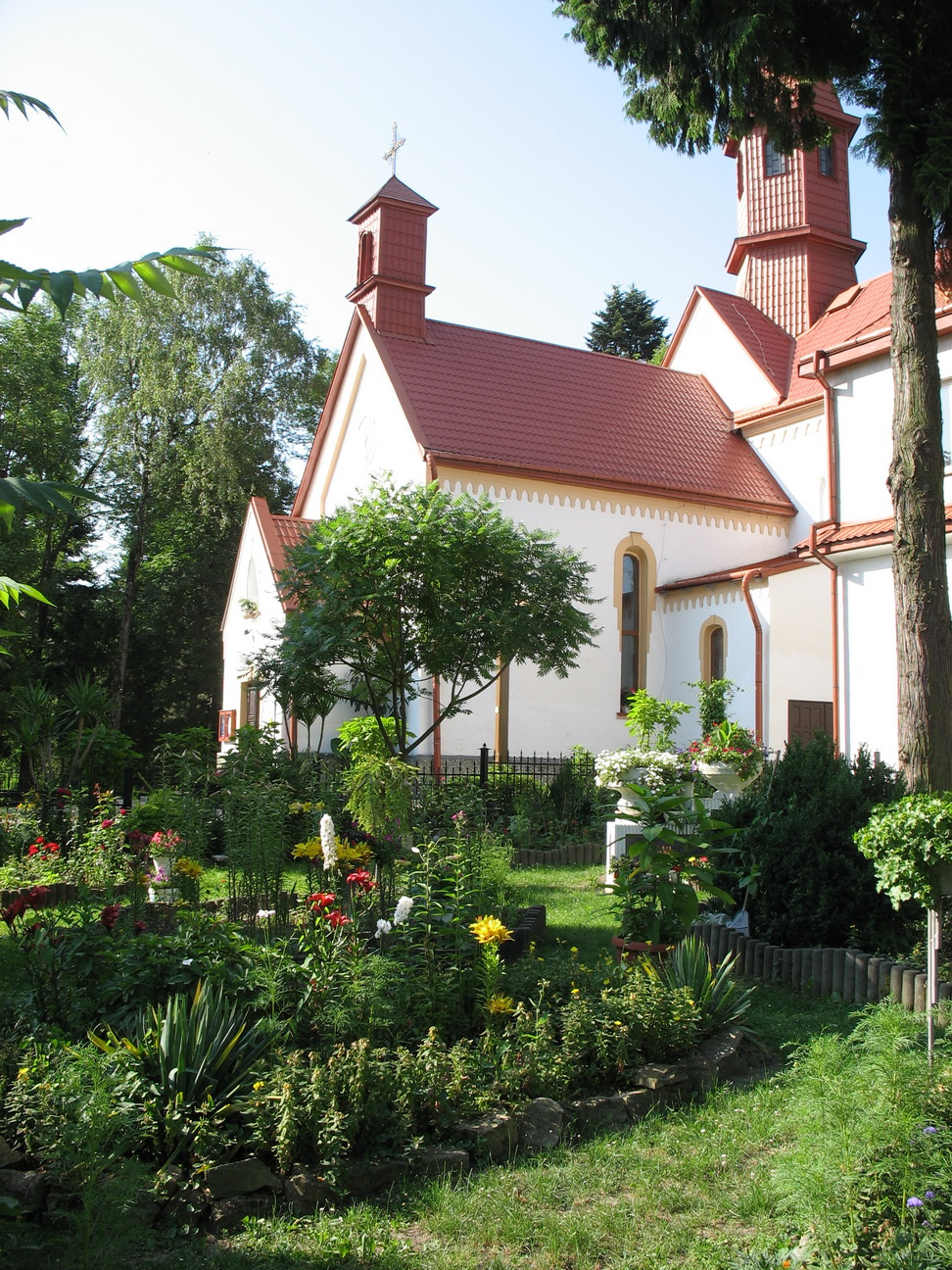